# Vassenden
Vassenden – wieś w zachodniej Norwegii, w okręgu Sogn og Fjordane, w gminie Jølster. Wieś położona nad rzeką Jølstra, na zachodnim brzegu jeziora Jølstravatnet, wzdłuż europejskiej trasy E39. Vassenden leży 24 km na południowy zachód od centrum administracyjnego gminy Skei i około 8 km na południowy zachód Ålhus. 
W 2016 roku we wsi mieszkało 369 osób.
W Vassenden znajduje się kościół, który został wybudowany w 2002 roku.

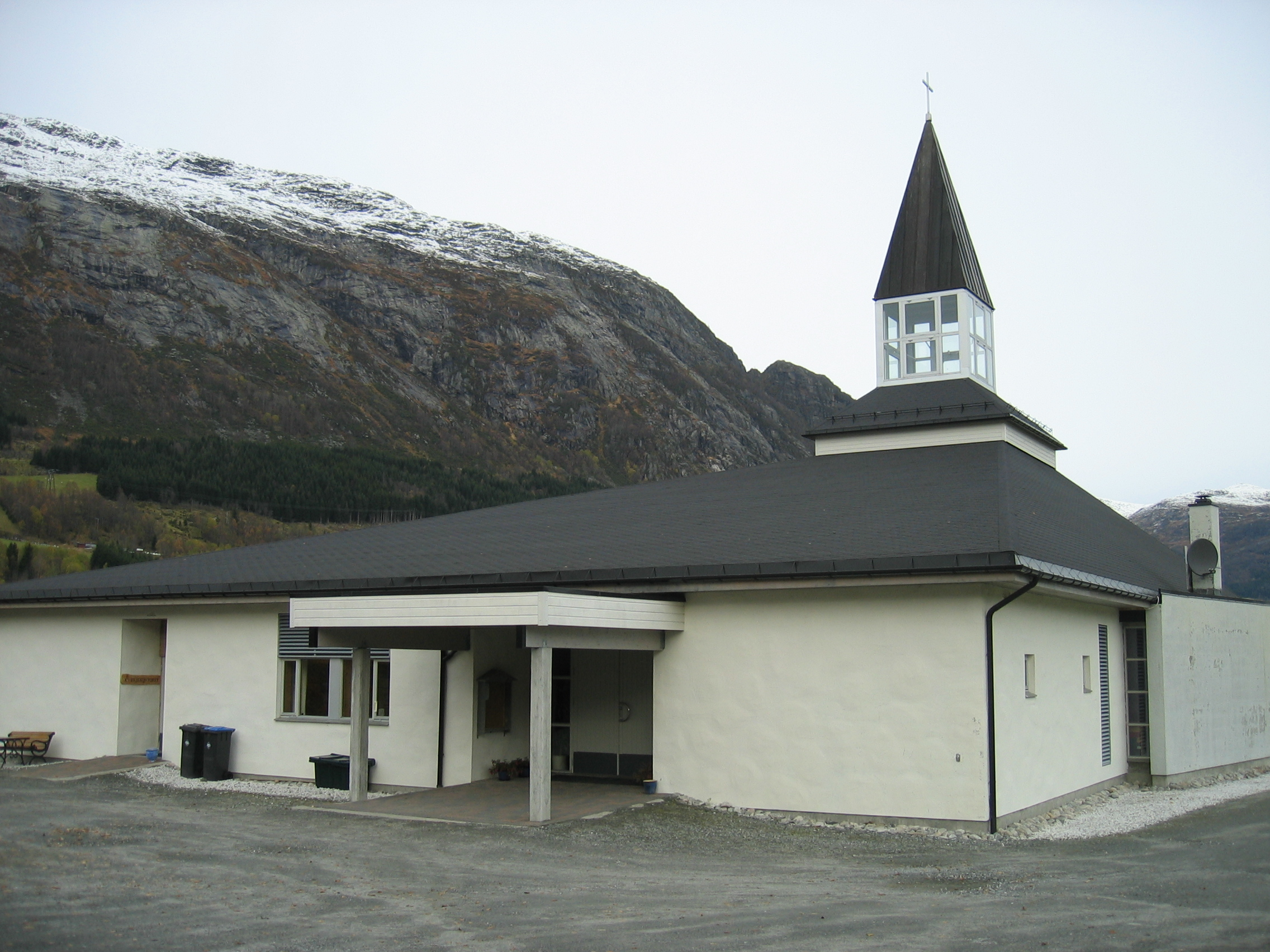
Kościół w Vassenden